# Vani Bhojan
Vani Bhojan (Ooty, Tamil Nadu 28 de octubre de 1990) es una actriz de cine, televisión y exmodelo de moda india, conocida principalmente por ella aparece en Tamil y Telugu Cinema y por su papel de Satya en la serie de televisión Devamagall, por la que recibió el Premio Kudumbam Virutugal a la Mejor Actriz en 2018).  En 2019 ella Telugu Primero Solo usted puede decir. En 2020 Oh My Kadavule en Tamil

## Biografía

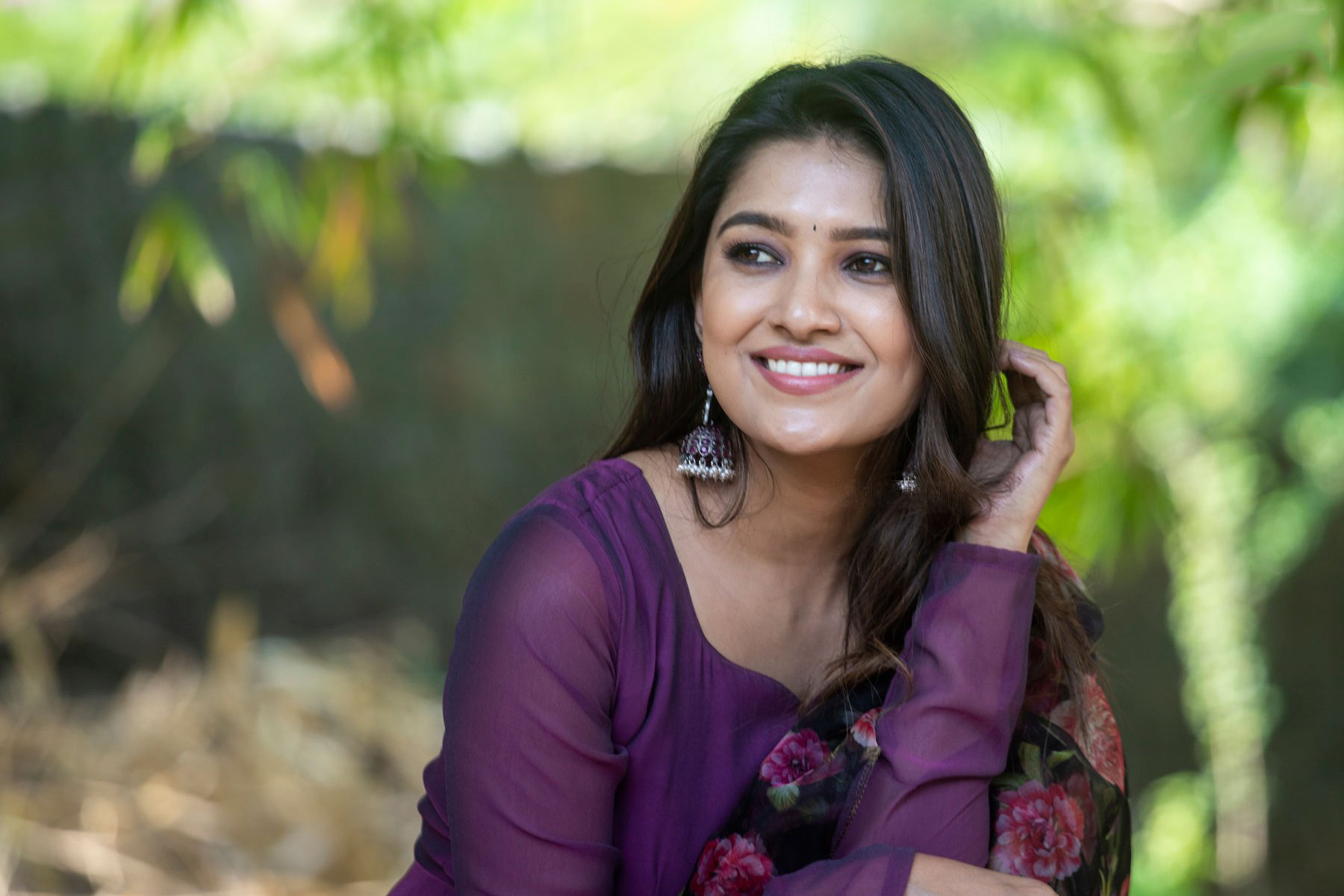
Vani Bhojan en Oh my Kadavule press meet 2020

Después de sus estudios, se unió como azafata en King Fisher Airlines y su familia se mudó a Chennai desde Ooty. Una amiga le sugirió que hiciera modelado y así es como está ahora en Deivamagal y Lakshmi Serials. Mientras estaba modelando, tuvo la oportunidad de actuar en la serie de televisión de Jaya llamada "Maya" en 2012. Después de Maya, Vani Bhojan tomó el papel de serie en la serie de Ahaa que se transmitió por televisión en Vijay TV.
Después de la serie de Ahaa, ella había firmado en Deivamagal Serial, que fue televisada en Sun TV y producida por Vikatan Production en 2013. Ella estaba haciendo el papel de Sathya Priya.  Deivamagal Sathya Priya es la cara más conocida en la industria de la televisión.  Deivamagal Serial trae toda la fama al Vani Bhojan y fue uno de los seriales más vistos en Tamil Nadu.  Casi todos los episodios de esta serie llegarán a 1 millón de reproducciones de YouTube.  Ahora es el cuarto año que la serie se ejecuta con éxito.  También obtuvo el premio a la mejor actriz de televisión en serie Vikatan en 2017.
Después de la televisión, Vani comenzó a actuar películas. Ella debutó película Telugu Meeku Maathrame Cheptha actuó con Tharun baskaran. Después de Telugu, debutó la película tamil Oh My Kadavule junto con Ashok Selvan.

## Cine

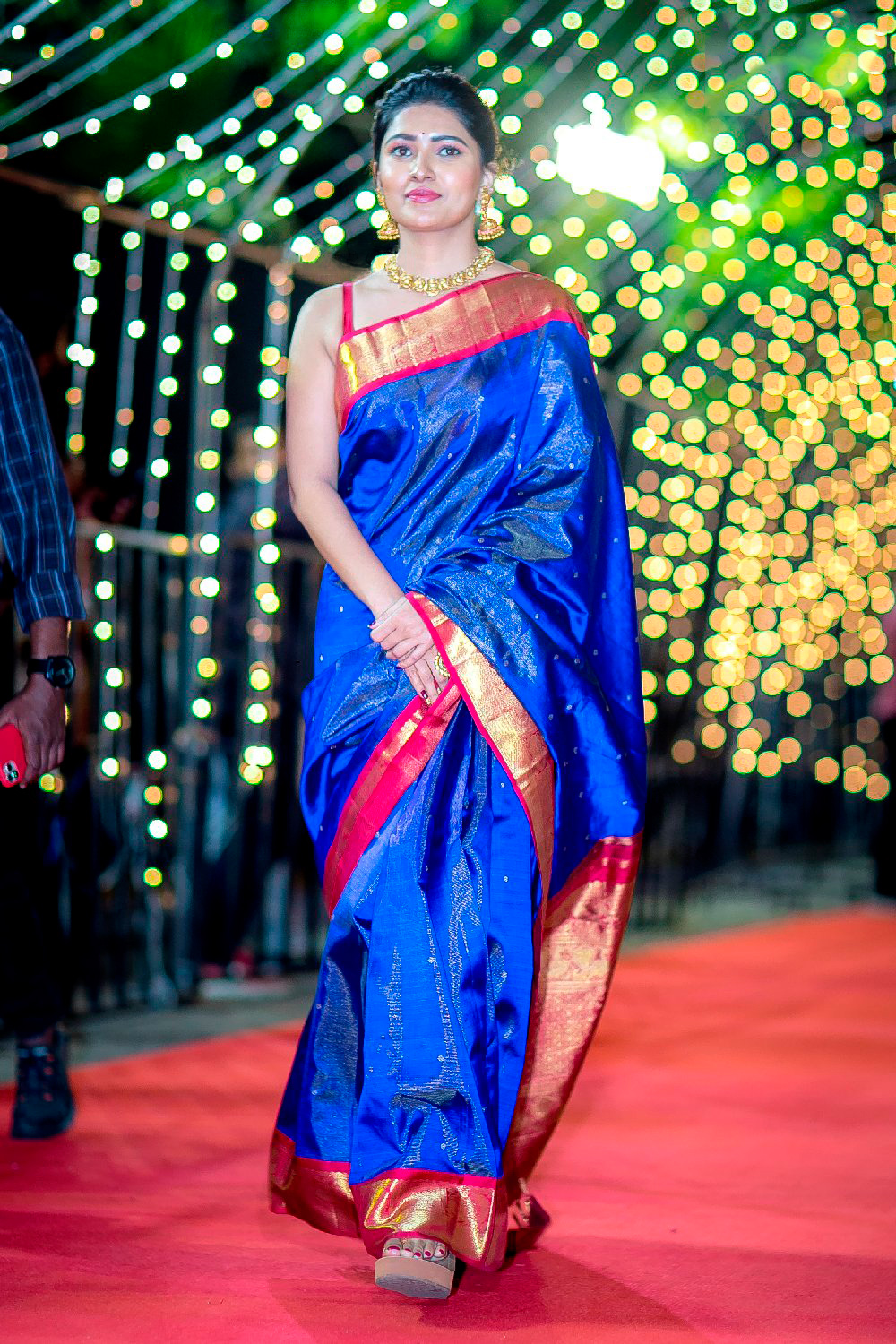
Bhojan en los Zee Cine Awards 2020

| Año  | Título            | Rol                  | director                                     | Idioma | Notas              |
| ---- | ----------------- | -------------------- | -------------------------------------------- | ------ | ------------------ |
| 2010 | Era Erau          | Avantika (Margarita) | Hari Shankar Haresh Narayan Krishnan Shekhar | Tamil  | Aparición especial |
| 2012 | Adhikaram 79      | Dr. Pooja            | Vinod Veera                                  | Tamil  | Cameo muestra      |
| 2019 | Solo decirte solo | Sheffi Rakesh        | El sultán de shamar                          | Telugu | Debut telugu       |
| 2020 | Oh, mi movimiento | Mira                 | Ashwath gira                                 | Tamil  | Debut tamil        |
| 2020 | Lockup            | TBA                  | SG Charles                                   | Tamil  | Hecho              |
| 2020 | Mr.W              | TBA                  | Nirojan prabhakaran                          | Tamil  | rodaje             |